# François Vernier
Pour les articles homonymes, voir Vernier.
François Vernier, né le 3 septembre 1736 à Besançon (Doubs), mort le 5 septembre 1815 à Strasbourg (Bas-Rhin), est un général français de la Révolution et de l’Empire.

## États de service
Enfant de troupe au régiment d’artillerie de Metz, il devient canonnier bombardier le 17 janvier 1748, puis caporal le 7 février 1758 et sergent le 17 février suivant. Le 5 avril 1763, il est nommé sergent-major et quartier-maitre le 27 août 1763. 
Il reçoit son brevet de lieutenant le 15 octobre 1765, et de 1776 à 1781, il participe à la guerre en Amérique. Il est promu adjudant-major le 6 août 1777 et capitaine le 9 août 1781. Le 28 septembre 1786, il obtient un emploi d’aide major de place à Strasbourg, et le 1er août 1791, il est nommé adjoint aux adjudants-généraux de la place de Strasbourg. À cette époque, il compte 14 campagnes, 5 sièges, 9 batailles, 2 combats sur mer, il a été fait prisonnier 2 fois par l’ennemi, et blessé 3 fois, dont une qui lui a fracassé le bras droit. Frappé par ces titres, le représentant en mission Foussedoire, le nomme adjudant-général chef de brigade le 29 septembre 1794.
Le 23 avril 1795, il est chargé du commandement provisoire de Strasbourg, et il est promu général de brigade le 8 octobre 1795. Ses relations d’amitié avec le général Pichegru le rendent suspect au Directoire exécutif, qui le suspend de ses fonctions le 7 septembre 1797. 
Le Coup d'État du 18 brumaire, le remet en possession de sa solde d’activité et le 5 novembre 1800, il rejoint la 5e division militaire. Le 9 août 1801, le premier Consul lui confie le commandement de la place de Cologne. Il est fait chevalier de la Légion d’honneur le 11 décembre 1803, et officier de l’ordre le 14 juin 1804.
Il est admis à la retraite le 25 septembre 1804, et le 21 décembre suivant, il est nommé commissaire général à la coopération à Gdańsk, poste qu’il occupe jusqu’au 1er janvier 1808.
Il meurt le 5 septembre 1815, à Strasbourg. Il était titulaire de la croix de chevalier de Saint-Louis.

## Sources
- (en) « Generals Who Served in the French Army during the Period 1789 - 1814: Eberle to Exelmans »
- Thierry Pouliquen, « Les généraux français et étrangers ayant servis [sic] dans la Grande Armée » (consulté le 6 avril 2015)
- « Cote LH/2693/15 », base Léonore, ministère français de la Culture
- A. Lievyns, Jean Maurice Verdot, Pierre Bégat, Fastes de la Légion-d'honneur, biographie de tous les décorés accompagnée de l'histoire législative et réglementaire de l'ordre, Tome 4, Bureau de l’administration, 1844, 640 p. (lire en ligne), p. 97.
- (pl) « Napoléon.org.pl »